# Daniela Bianchi

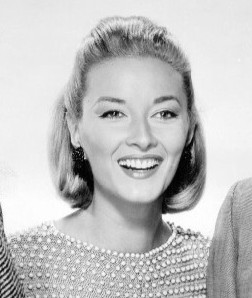
Daniela Bianchi v roce 1964

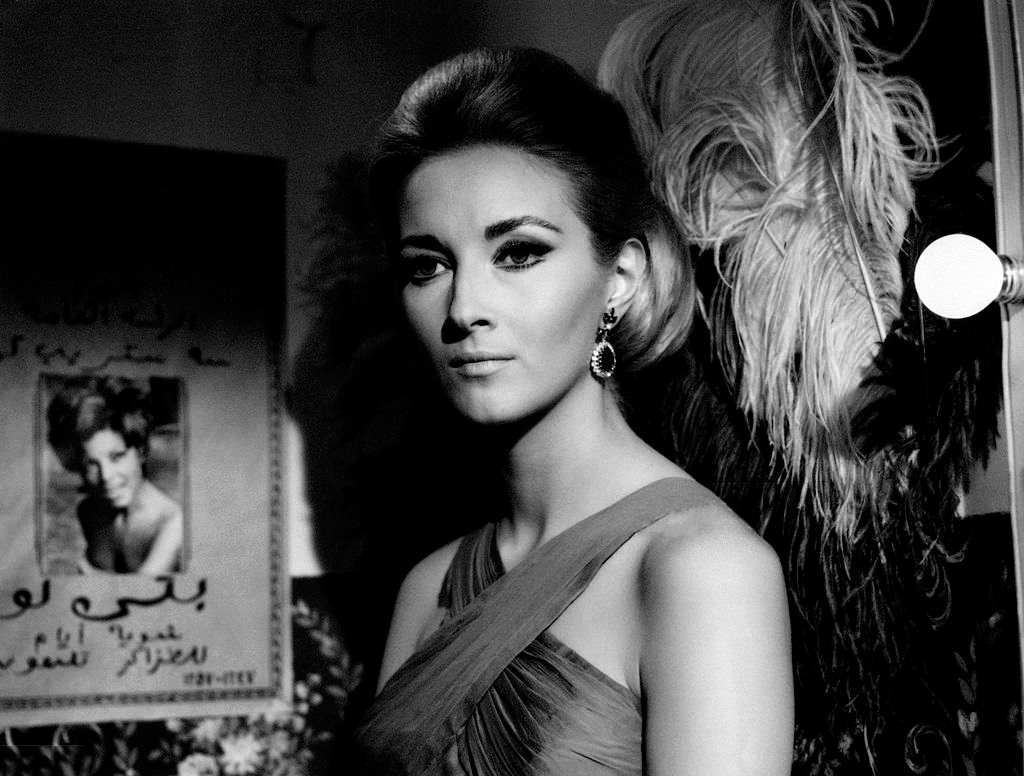
Daniela Bianchi v roce 1966

Daniela Bianchi (* 31. ledna 1942 Řím) je italská herečka a pozdější modelka, známá díky roli Bond girl Taťány Romanovové v bondovce Srdečné pozdravy z Ruska z roku 1963.

## Osobní a profesní život
Narodila se v Římě. Roku 1960 se stala Miss Řím a následně 1. vicemiss Miss Universe, odkud si odvezla dílčí trofej Miss Photogenic, udělovanou novináři. Poté pracovala také jako modelka.
První filmovou rolí se stal francouzsko-italský snímek V případě neštěstí (1958), kdy jí bylo šestnáct let.
V roce 1963 hrála ve svém nejvýraznějším filmu, bondovce Srdečné pozdravy z Ruska, kde ztvárnila postavu ruské šifrantky Taťány Romanovové. Pro nedokonalou angličtinu, stejně jako některé další Bondovy dívky, musela být dabována. Její hlas namluvila herečka Barbara Jeffordová. Dalšími špionážními snímky, ve kterých se objevila, byly francouzský film Tygr má rád syrové maso (1964) a italský Missione speciale Lady Chaplin (1967), kde ztvárnila zápornou postavu.
Předposledním filmem, kde se objevila, byla italská parodie na Agenta 007 s názvem Operace Mladší bratr (Operation Kid Brother, také známá pod tituly OK Connery nebo Operation Double 007) z roku 1967. Film byl natáčen v angličtině, opět byla dabována a hlavní úlohy mladšího Bondova bratra se ujal bratr Seana Conneryho Neil. Poslední filmovou roli natočila ve dvaceti šesti letech, když si zahrála Helen Harrisovou v italském filmu Scacco Internazionale (1968), opět špionážně zaměřeném. V roce 1970 se vdala za janovského magnáta, vlastníka loděnic a s hereckou kariérou se rozloučila. Mají spolu syna.
Během krátké desetileté herecké kariéry se objevila v 15 filmech.

## Herecká filmografie

### Film, televize
- 1968 – Scacco internazionale
- 1967 – Dalle Ardenne all’inferno
- 1967 – Operace Mladší bratr
- 1967 – Troppo per vivere... poco per morire
- 1966 – Missione speciale Lady Chaplin
- 1966 – L’Ombrellone
- 1966 – Requiem per un agente segreto
- 1966 – Zarabanda Bing Bing
- 1965 – Slalom
- 1964 – Le Tigre aime la chair fraîche
- 1963 – Srdečné pozdravy z Ruska
- 1962 – Una Domenica d’estate
- 1962 – La Spada del Cid
- 1961 – Les Démons de minuit
- 1961 – Dr. Kildare (televizní seriál)
- 1958 – V případě neštěstí

### Dokumentární
- 2000 – Inside Diamonds Are Forever (video film)
- 2000 – Inside From Russia with Love (video film)